# Shein
Shein (estilizada como SHEIN, pronúncia: /ʃiː.ɪn/) é uma varejista chinesa de fast fashion online. Foi fundada em 2008 por Chris Xu em Nanquim, na China. A empresa é conhecida por seu vestuário com preços acessíveis. Em seus estágios iniciais, a Shein era mais um negócio de remessa direta do que uma varejista. A empresa não era envolvida no desenho e na fabricação de roupas e, em vez disso, obtinha seus produtos de um mercado de roupas atacadista em Cantão.
Em 2014, a Shein adquiriu a Romwe, uma varejista chinesa de comércio eletrônico, tornando-se uma "varejista totalmente integrada". Atualmente, a empresa vende seus produtos em 195 países. Nos últimos anos, a empresa se viu no meio de várias controvérsias, incluindo disputas de marcas registradas, violações de direitos humanos e preocupações com saúde e segurança. De acordo com a Bloomberg Businessweek e outros, o modelo de negócios da Shein se beneficiou da disputa comercial entre China e Estados Unidos.
Em novembro de 2021, a Shein cresceu de uma empresa avaliada em US$ 15 bilhões para uma avaliada em US$ 30 bilhões. Durante a Pandemia de COVID-19 em 2020, ela supostamente faturou US$ 10 bilhões em receita, sendo esse o sétimo ano consecutivo de crescimento de mais de 100% nas vendas da varejista. Em outubro de 2020, a Shein já era a maior companhia de moda exclusivamente online do mundo.

## História
A loja de varejo online Shein originalmente era chamada ZZKKO. Foi fundada na China em 2008 pelo empresário e especialista em marketing de otimização de mecanismos de busca Chris Xu. O primeiro empreendimento da empresa foi vender vestidos de noiva. Mais tarde, a Shein passou a vender roupas femininas em geral e o nome foi posteriormente alterado para “Sheinside”. A empresa adquiria seus itens do mercado atacadista de roupas de Cantão, que é uma base central para muitos fabricantes e mercados de roupas da China. A Shein não tinha envolvimento no desenho ou na produção das roupas. No entanto, funcionava de forma semelhante a uma empresa de remessa direta, que vende itens diretamente a clientes internacionais por meio de atacadistas terceirizados.
A Shein disponibilizou seus produtos na Espanha, França, Rússia, Itália e Alemanha no início de 2010, além de vender cosméticos, sapatos, bolsas e bijuterias, e roupas femininas. Em 2012, a empresa começou a usar o marketing de mídia social colaborando com blogueiros de moda para brindes e itens publicitários no Facebook, Instagram e Pinterest.
Em 2016, a empresa tinha 100 funcionários e já havia estabelecido sua sede em Cantão, na China. Dois anos depois, para se tornar uma varejista totalmente integrada, a Shein começou a desenvolver seu próprio sistema de cadeia de suprimentos. No mesmo ano, adquiriu a Romwe, outra varejista chinesa de comércio eletrônico. O nome da empresa mudou novamente em 2015 de “Sheinside” para “Shein”, alegando que precisava de um nome que fosse mais simples de lembrar e fácil de encontrar online. Em 2016, Xu reuniu uma equipe de 800 desenhistas e criadores de protótipos que fabricavam roupas com a marca Shein. A empresa começou a melhorar sua cadeia de suprimentos, excluindo fornecedores que forneciam itens ou imagens de baixa qualidade.
Em 2009, suas mercadorias e lances eram apresentados em programas de televisão diurnos nos Estados Unidos com outras empresas de internet, como Fashion Nova e Zaful. Enquanto isso, os influenciadores de moda também exibiam produtos da Shein através de envio ao lado de outros varejistas conhecidos. Apesar de ser uma loja de varejo online, a Shein também abriu lojas pop-up para pessoas que não desejam comprar online. Além disso, o uso precoce do TikTok pela varejista e a capacidade de anunciar itens virais aumentaram a popularidade da Shein.
Em novembro de 2021, a Shein cresceu de uma empresa avaliada em US$ 15 bilhões para uma avaliada em US$ 30 bilhões. Durante a Pandemia de COVID-19 em 2020, a empresa supostamente faturou US$ 10 bilhões em receita, sendo esse o sétimo ano consecutivo de crescimento de mais de 100% nas vendas da empresa. Em outubro de 2020, a Shein já era a maior empresa de moda exclusivamente online do mundo.

## Marketing
De acordo com a CNN, o TikTok desempenha um grande papel em direcionar os clientes ao site da empresa devido a uma tendência entre seus usuários em comprar roupas em massa da Shein e apresentá-las ao público por meio de vídeos. Em 17 de maio de 2021, o número de downloads de aplicativos da Shein ultrapassou os da Amazon.
A Shein afirma utilizar a psicologia da nova geração e implementar estratégias de marketing em acordo para alcançar o crescimento. Nas redes sociais, a Shein tem 21,9 milhões de seguidores no Instagram e 2,8 milhões de seguidores no TikTok. Em 2020, Shein foi a marca mais comentada no TikTok e no YouTube e a 4ª marca mais comentada no Instagram. Seus preços baixos atraem compradores adolescentes com orçamentos pequenos a postar o que compraram nas mídias sociais.
Para o aumento no número de usuários, a empresa oferece preços relativamente baixos para estimular a demanda. Com mais gastos, os clientes podem ser recompensados com mais descontos, que são incentivados a serem aplicados em sua próxima compra. A Shein não apenas faz uso de seu sistema de recomendação baseado em algoritmos, mas também atrai clientes para visitar a plataforma com frequência para realizar tarefas, como adicionar itens ao carrinho, assistir a transmissões ao vivo e participar de seu show de concurso, a fim de ganhar pontos que podem ser resgatados mais tarde. Isso aumenta as oportunidades para os clientes serem expostos a mais informações e incentivos de compra.

## Produção
Originalmente, a Shein não desenhava suas roupas. A empresa comprava principalmente suas roupas no mercado atacadista de roupas da China na província de Cantão. No entanto, a Shein tornou-se uma varejista totalmente integrada em 2014, quando garantiu seu próprio sistema de cadeia de suprimentos. Agora, a empresa utiliza uma rede de parceiros de fabricação e fornecedores para fabricar e entregar seus produtos.
A Shein faz previsões sobre tendências e produz itens em até três dias após a identificação de uma tendência. A empresa também limita seus pedidos a pequenos lotes de cerca de 100 itens para avaliar o interesse do cliente, enquanto seus outros concorrentes, como a Zara, solicitam quantidades maiores (cerca de 500), aumentando suas chances de perder lucro se os pedidos não forem comprados na íntegra. A Shein também consegue evitar o pagamento de impostos de exportação e importação, contribuindo para margens maiores.
O projeto de lei dos Estados Unidos, Seção 321 da Lei de Facilitação e Aplicação do Comércio de 2015 (também conhecido como "de minimis") afirma que qualquer importação de até US$ 800 por pessoa é isenta de impostos. Esse projeto permitiu que a Shein entregasse aos Estados Unidos sem pagar impostos, permitindo-a ter uma vantagem competitiva sobre as empresas nacionais nos Estados Unidos.

## Controvérsias

### Roubo de propriedade intelectual
Em 2018, a empresa foi processada pela Levi Strauss & Co. por copiar uma costura de jeans com marca registrada. O caso foi resolvido fora do tribunal.
Em 2021, a AirWair International Limited, conhecida pelas botas Dr. Martens, acusou a Shein e sua empresa irmã, Romwe, de vender cópias de seus desenhos (e chamá-los de "Martins") a um preço mais barato enquanto usavam fotos de autênticas botas Dr. Marten para "atrair clientes", ao que Shein respondeu com uma negação geral das alegações da AirWair International. Em março de 2021, Ralph Lauren entrou com uma ação de violação de marca registrada e concorrência desleal contra a Zoetop Business Co. (a controladora da Shein). Na queixa, Ralph Lauren disse que a Zoetop Business Co. vendendo roupas com uma marca "confusamente semelhante" era uma exploração de sua "boa vontade e reputação de produtos genuínos de Ralph Lauren".
A Shein também foi acusada por vários artistas e pequenos varejistas de moda de roubar desenhos. Em 2018, Ilse Valfre, proprietária da marca Valfré, com sede em Los Angeles, foi notificada por seus clientes de que a Shein estava vendendo "cópias idênticas" aos seus produtos. Quinn Jones, que é o co-fundador da Kikay (uma marca de brincos em Los Angeles), disse que encontrou desenhos de brincos na Shein que eram muito semelhantes aos brincos de Kikay. Elexiay também afirma que a Shein roubou seu desenho de um suéter de crochê rosa e verde, que custa US$ 330, mas foi vendido pela Shein por US$ 17. Reclamare PH e Sincerely RIA, ambas pequenas marcas de moda, disseram em suas redes sociais que a Shein copiou seus desenhos. A empresa também foi acusada de copiar desenhos de produtos além de roupas, como alfinetes e joias. Em um esforço para conscientizar as ações da Shein e ajudar a apoiar marcas e artistas independentes, a hashtag "boycottShein" se tornou popular no TikTok e no Twitter em 2020. Em 2021, Mariama Diallo, fundadora e desenhista da Sincerely Ria, acusou a Shein de roubar seus desenhos em um tweet que incluía imagens comparativas para demonstrar seu ponto.

### Violação de dados de 2018
A empresa também sofreu uma violação de dados em 2018 que comprometeu os endereços de e-mail e senhas criptografadas de 6,42 milhões de usuários, levando especialistas em segurança a denunciar as “estratégias reativas de segurança cibernética” e a incapacidade de proteger adequadamente as informações de seus clientes.

### Críticas a imagens ofensivas
Em julho de 2020, um colar com uma suástica foi denunciado e posteriormente removido do site (a marca esclareceu que era um símbolo religioso budista, não uma suástica nazista). Em maio de 2021, a Shein recebeu críticas por oferecer uma capa de telefone com a imagem de um homem negro algemado esboçado em giz. A Shein emitiu um pedido de desculpas pela imagem ofensiva e também por usar a imagem sem a permissão da pessoa que criou o desenho.

### Regulamento na Índia
Em junho de 2020, o aplicativo da Shein foi banido na Índia devido a questões de privacidade. O Ministério de Eletrônica e Tecnologia da Informação da Índia classificou o aplicativo Shein junto com 59 outros aplicativos chineses sob a Seção 69A da Lei de Tecnologia da Informação de 2000, dizendo que “ao receber entradas credíveis recentes que tais aplicativos representam uma ameaça à soberania e integridade da Índia, o governo da Índia decidiu proibir o uso... tanto em dispositivos móveis e não móveis habilitados para Internet.” A Seção 69A concede ao governo central o “poder de emitir instruções para bloquear o acesso público a qualquer informação por meio de qualquer recurso de computador. No entanto, ainda é legal na Índia comprar produtos da Shein em outros sites que não são cobertos pela Seção 69A.

### Preocupações com a saúde e segurança
A Shein também foi citada em uma investigação do Marketplace (programa de TV canadense) supervisionada pela professora Miriam Diamond da Universidade de Toronto por vender jaquetas infantis que continham quase 20 vezes a quantidade de chumbo permitida pelos regulamentos de segurança da Health Canada. A empresa também vendeu uma bolsa vermelha que excedeu 5 vezes os níveis de chumbo permitidos. A Shein notificou o Marketplace que eles parariam de vender os dois itens e deixariam de obter suprimentos com os fornecedores correspondentes até que o problema fosse resolvido.

### Violação dos direitos humanos
Em agosto de 2021, a Shein afirmou em seu website que suas fábricas foram certificadas pela Organização Internacional de Normalização (ISO) e SA8000. Mas isso foi contestado e suas fábricas foram consideradas um ambiente de violação da Lei de Escravidão Moderna de 2015 no Reino Unido. Segundo a Reuters, a Shein também violava uma lei antiescravagista semelhante na Austrália. Em uma investigação do grupo de defesa suíço Public Eye, descobriu-se que funcionários em seis locais de Cantão trabalhavam 75 horas por semana, violando as leis trabalhistas chinesas.

## No Brasil
No Brasil, a Shein começou a operar em maio de 2022, e hoje o país é um dos cinco principais setor econômico da empresa. Sua atuação no mercado brasileiro em dois anos conquistou a marca de 45 milhões de clientes, em seu marketplace que configura 55% das vendas no país. A companhia apoiou a fabricação local no país, com investimentos acumulados em torno de R$ 1,5 bilhões que gerou uma produção de 2 milhões de peças ao longo desses dois anos.

## Em Portugal
A Shein está disponível em Portugal desde o início de 2020 via sua plataforma de e‑commerce. A chegada da marca ao mercado português com presença física aconteceu em junho de 2022, com a primeira pop‑up store em Lisboa, que funcionou de 4 a 12 de junho, na Garagem Lisboa, no Jardim 9 de Abril.
Também houveram lojas temporárias (pop‑ups) no Porto e Faro.
Em 2024, a aplicação da Shein foi a segunda mais descarregada na categoria de shopping em Portugal, com mais de 1 milhão de downloads, ficando apenas atrás da Temu. Nesse mesmo ano, manteve-se como líder no segmento de moda, com estimativas de cerca de 332 milhões de euros em vendas líquidas no país, superando marcas como a Zara, com 127 milhões de euros.